# Tropicaliente
Tropicaliente est une telenovela brésilienne diffusée en 1994 sur Rede Globo.

## Distribution
| Acteur/Actrice      | Personnage                |
| ------------------- | ------------------------- |
| Herson Capri        | Ramiro Soares             |
| Sílvia Pfeifer      | Letícia Velásquez         |
| Regina Dourado      | Serena Soares             |
| Victor Fasano       | François Vieira da Silva  |
| Francisco Cuoco     | Gaspar Velásquez          |
| Carolina Dieckmann  | Açucena Soares            |
| Selton Mello        | Vítor Velásquez           |
| Cássio Gabus Mendes | Franchico                 |
| Ana Rosa            | Ester                     |
| Stênio Garcia       | Samuel                    |
| Nívea Maria         | Soledad                   |
| Márcio Garcia       | Cassiano Soares           |
| Carla Marins        | Dalila                    |
| Paloma Duarte       | Amanda Velásquez          |
| Edney Giovenazzi    | Bonfim                    |
| Lúcia Alves (pt)    | Isabel                    |
| Flávio Galvão       | Felipe                    |
| Branca de Camargo   | Estela                    |
| Karina Perez        | Lílian                    |
| Nelson Dantas       | Bujarrona (Velho Buja)    |
| Cleyde Blota        | Ivanilda / Hilda          |
| Delano Avelar       | Davi                      |
| Cinira Camargo      | Manoela                   |
| João Carlos Barroso | Plínio                    |
| Leila Lopes         | Olívia                    |
| Guga Coelho         | Pessoa                    |
| Natália Lage        | Ana Carolina (Adrenalina) |
| Lu Martan           | Fred Assunção             |
| Gabriela Alves      | Pitanga                   |
| Ricardo Pavão       | Delegado Damasceno        |
| Daniela Escobar     | Berenice                  |
| Giovanna Antonelli  | Benvinda                  |
| Antonio Grassi      | Conrado                   |
| Ilva Niño           | Neide                     |
| Paco Sanches        | Manjubinha                |
| Mônica Fraga        | Janaína                   |
| Tadeu di Pietro     | Euclides                  |
| Adriana Broux       | Suzana                    |

### Acteurs secondaires
- Bruno Giordano : Pescador
- Jonas Bloch : Jordi (mari fin de Letícia)
- Carolina Ferraz : Luíza Herzog

## Diffusion
- Rede Globo (1994) (2000, rediffusion pendant Vale a Pena Ver de Novo) / Canal Viva (2014-2015)
- SIC (1994-1995)
- Canal 13
- Perviy Kanal